# Thrips albogilvus
Thrips albogilvus är en insektsart som beskrevs av Nakahara 1994. Thrips albogilvus ingår i släktet Thrips och familjen smaltripsar. Inga underarter finns listade i Catalogue of Life.